# Anita Pallenberg
Pour les articles homonymes, voir Pallenberg.
Anita Pallenberg, née le 6 avril 1942 à Rome en Italie ou Hambourg en Allemagne, et morte le 13 juin 2017 à Chichester au Royaume-Uni,, est un mannequin, une actrice et styliste de mode italo-allemande. Elle est connue pour avoir été la compagne de deux des membres fondateurs des Rolling Stones : Brian Jones et Keith Richards (de 1967 à 1980).

## Biographie
Fille de Paula Wiederhold, secrétaire allemande, et de Arnold Pallenberg, voyagiste allemand travaillant en Italie, Anita Pallenberg naît le 6 avril 1942. Tandis que la plupart des sources citent Rome comme lieu de naissance, après la mort de Pallenberg en 2017, diverses sources d'information, par exemple le New York Times, ont rapporté que son fils Marlon Richards avait corrigé cela, déclarant que sa mère était en fait née à Hambourg,.
À l'initiative de son père, un descendant de la dynastie des fabricants de meubles de Cologne Pallenberg (en), elle est envoyée dans un internat en Allemagne pour apprendre la langue. À seize ans, elle est renvoyée de l'école. Au début des années 1960 à New York, elle fréquente la Factory d’Andy Warhol. En 1965 à Munich, elle s’invite dans les loges d'un concert des Stones, fait la connaissance de Brian Jones avec qui elle reste deux ans, de 1965 à 1967, puis, de 1967 à 1980, avec Keith Richards ; on lui prête une brève aventure avec Mick Jagger, durant le tournage de Performance en 1968.
Anita Pallenberg et Keith Richards ont eu trois enfants. Un fils, Marlon Richards, né le 10 août 1969, maintenant marié à un mannequin franco-gallois, Lucie de La Falaise ; une fille, Dandelion (« Pissenlit »  ou Dent-de-lion en français), née le 17 avril 1972, qui a changé de nom pour Angela Richards ; et un autre fils, Tara Richards, né en 1976, mort de complications de santé peu après sa naissance.
Elle fait ses débuts d’actrice avec le rôle principal dans le film Vivre à tout prix, nommé pour la Palme d’or au Festival de Cannes en 1967. Elle a joué le rôle de la « Black Queen » dans Barbarella en 1967, puis, en 1968, celui de la femme de Michel Piccoli dans le film Dillinger est mort (Dillinger e' morto) de Marco Ferreri. Elle joue aussi dans le film Wonderwall de Joe Massot, dont la bande sonore est signée George Harrison.
Anita Pallenberg a eu une grande influence sur Keith Richards, au point que certains la considèrent comme le sixième Stones. Tout comme Richards, Pallenberg a été dépendante de l'héroïne. Leur rupture est une conséquence de leurs dépendances respectives. En 1977, elle est arrêtée à l’aéroport de Toronto pour possession de cannabis. La police perquisitionne aussitôt la chambre d’hôtel de Richards et découvre de l’héroine. Il est arrêté et menacé de dix ans d'emprisonnement par la justice canadienne. En 1978, il se sèvre définitivement de l'héroïne ; Anita n'acceptant pas de mettre fin à sa consommation, leur relation se dégrade.
Le point de non-retour dans leur relation est atteint en 1979 lorsqu'un adolescent de 17 ans, Scott Cantrell, est retrouvé mort dans leur résidence de South Salem (État de New York), après s'être tiré une balle dans la tête dans le lit conjugal. Employé à mi-temps comme jardinier, il aurait eu une relation amoureuse avec Anita. Richards était alors à Paris pour l'enregistrement de l'album Emotional Rescue.
Après sa séparation, Anita Pallenberg reprend des études de mode à la Central Saint Martins, devient styliste, partageant sa vie entre New York et l'Europe.
Dans les années 2000, elle tourne notamment dans Go Go Tales (2007), 4h 44 Dernier jour sur Terre (2011) d'Abel Ferrara, Cheri de Stephen Frears (2009) ou le documentaire Stones in Exile en 2010.
Anita Pallenberg meurt des suites d'une hépatite C le 13 juin 2017, à l'âge de 75 ans.

## Filmographie
- 1967 : Vivre à tout prix (Mord und Totschlag) de Volker Schlöndorff
- 1968 : Barbarella de Roger Vadim
- 1968 : Wonderwall de Joe Massot musique de George Harrison
- 1968 : Candy de Christian Marquand avec Ringo Starr
- 1969 : Dillinger est mort (Dillinger è morto) de Marco Ferreri
- 1969 : Michael Kohlhaas (Michael Kohlhaas - Der Rebell) de Volker Schlöndorff
- 1970 : One + One de Jean-Luc Godard
- 1970 : Performance de Nicolas Roeg, avec Mick Jagger
- 1976 : Le Berceau de cristal de Philippe Garrel
- 1998 : Love Is the Devil de John Maybury
- 2001 : Absolutely Fabulous, épisode Donkey : le Diable
- 2002 : Hideous Man de John Malkovich (court-métrage)
- 2007 : Mister Lonely de Harmony Korine
- 2007 : Go Go Tales d'Abel Ferrara
- 2009 : Chéri de Stephen Frears
- 2009 : Napoli, Napoli, Napoli d'Abel Ferrara
- 2011 : 4 h 44 Dernier jour sur Terre (4:44 Last Day on Earth), d'Abel Ferrara